# 二十里店镇 (海阳市)
二十里店镇，是中华人民共和国山東省烟台市海阳市下辖的一个乡镇级行政单位。

## 行政区划
二十里店镇下辖以下地区：
前店村、后店村、半社乡村、西花崖村、东花崖村、炉上村、下于朋村、上于朋村、中于朋村、西马格庄村、鲁家村、梨园后村、南姜格庄村、孙格庄村、西上庄村、东上庄村、修家夼村、刘家村、埠峰村、崖底村、潘家村、姜家庄村、野鸡夼村、沙子埠村、邵伯村、西岚口村、窦疃村、祁家庄村、岚前坡村、靠山村、南野口村、纪疃村、毛家庄村、河南庄村、孙家庄村、石家泊村、新庄村、西王家泊村、齐沟崖村、小泊子村、朱坞村和吴家埠村。

## 人口
2010年中国第六次人口普查时，二十里店镇共有人口29402人。共有家庭10664户，平均每户2.75人。14岁以下的少年儿童共3059人，占总人口10.40%；15-64岁人口共21599人，占总人口73.46%；65岁及以上的老年人共4744人，占总人口的16.13%。男性共计14870人，占总人口50.57%；女性共计14532，占总人口49.42%。本地居住的人口中，拥有本地户籍的人口为28074人，占95.48%。